# Albini-Braendlin-Gewehr

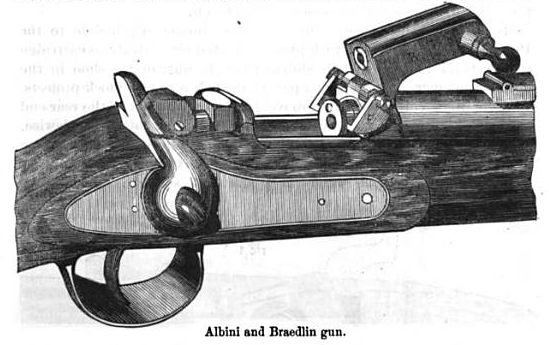

Das Albini-Braendlin-Gewehr war ein Einzelladergewehr, das im Auftrag der belgischen Regierung von Augusto Albini und Braendlin entwickelt worden und 1867 in Belgien als Ordonnanzwaffe eingeführt war.

## Beschreibung
Es handelt sich um einen Einzellader für Zentralfeuerpatronen vom Kaliber 11 Millimeter. Der Verschluss besteht aus einem Verschlussblock, der auch den Schlagbolzen enthält und der zum Laden nach vorne oben geklappt wird. Die Patrone wird von Hand ins Patronenlager eingeführt. Beim Verschließen drückt der Verschlussblock die Patrone ins Patronenlager und fixiert sie dort. Danach wird der Hahn manuell gespannt. Bei Betätigung des Abzugs schlägt dieser auf einen Stift, der seinerseits auf den federgelagerten Schlagbolzen schlägt und gleichzeitig den Verschlussblock verriegelt. Nach der Schussabgabe wird der Verschlussblock erneut nach vorne oben geklappt, worauf zwei auf der gleichen Achse wie der Verschlussblock gelagerte Kurvenstücke die Hülse aus dem Patronenlager ziehen. Die Waffe kann nun erneut geladen werden. 
Bei einer Demonstration der Waffe feuerte Braendlin in einer Minute und 31 Sekunden zwölf Schuss ohne Störungen ab.